# コレヒドール (護衛空母)
コレヒドール (USS Corregidor, ACV/CVE-58) は、アメリカ海軍の護衛空母。カサブランカ級航空母艦の4番艦。艦名は1942年のコレヒドール島の戦い (英語版) に因む。ただし「コレヒドール」は地名のスペイン語読みで、英語では「コレギドー」である。

## 艦歴
1942年8月20日、「オーガイラ・ベイ (Auguilla Bay, AVG-58) 」として起工し、8月20日に ACV-58（補助空母）に艦種変更、1943年5月12日に合衆国海事委員会の契約下ワシントン州バンクーバーのカイザー造船所で「コレヒドール」としてJ・ハレット夫人によって進水した。7月15日にCVE-58（護衛空母）へと艦種変更され、8月31日に海軍に引き渡され同日R. L. ボウマン艦長の指揮下で就役した。

### 1943 - 1944
1943年10月26日にカリフォルニア州サンディエゴを出航した「コレヒドール」は、真珠湾で第24空母群に合流。11月10日から12月6日まで、ギルバート諸島侵攻のガルヴァニック作戦で航空支援任務に当たる。11月24日に僚艦「リスカム・ベイ (USS Liscome Bay, CVE-56) 」が潜水艦「伊175」の雷撃で沈没した際、発射された魚雷のうちの1本は「コレヒドール」の、もう1本は「コーラル・シー (USS Coral Sea, CVE-57) 」の至近を通過した。作戦を終えてサンディエゴに帰還し修理および航空機、兵員を搭載すると、再び部隊と共に真珠湾沖での作戦活動を再開した。1944年1月22日から3月3日まで「コレヒドール」はマーシャル諸島に対する攻撃に参加し、クェゼリン環礁に対する航空攻撃支援を行った。
1944年3月11日、「コレヒドール」はガダルカナル島に向けて出航、3月21日に到着すると、3月30日に第3艦隊（ウィリアム・ハルゼー大将）と共に出撃。エミラウ島への上陸（エミラウ島の無血占領）に際して航空支援を行う。4月14日にポート・パーヴィスに帰還。その2日後に出航し、第7艦隊（トーマス・C・キンケイド中将）と合流して、4月22日から26日までホーランディアに対する航空攻撃を行う。続いて補給および対潜哨戒のためマヌス島に向かい、5月4日まで同任務に従事した。第24空母群司令官が座乗した「コレヒドール」は、6月15日から25日までサイパン島侵攻において対空警戒および対潜哨戒支援を行う。「コレヒドール」の艦載機部隊は少なくとも8機の敵機を撃墜した。7月1日から3日にかけてエニウェトク環礁沖で補給線の護衛を行い、続いてグアムに対する艦砲射撃部隊の上空支援を7月28日まで行う。その後オーバーホールのためサンディエゴに向かった。
「コレヒドール」は真珠湾において空母パイロットの認証任務を10月12日から11月21日まで行う。10月26日に第64護衛部隊と共に対潜哨戒部隊を形成し、真珠湾とカリフォルニア間の敵潜水艦の動静を調査、報告した。1945年1月2日、部隊は哨戒区域を真珠湾とエニウェトク間に変更し、2月13日に真珠湾に帰還した。

### 1945・戦後

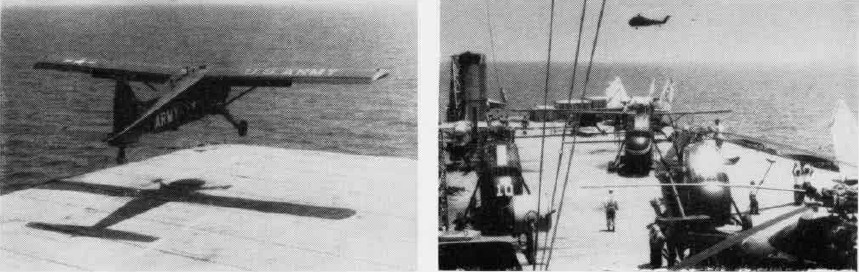
コレヒドール艦上からの、陸軍機の発進（1958年）

「コレヒドール」は2月27日に真珠湾を出航し、M. F. ハーモン中将率いる航空機輸送部隊の探索を行った。部隊は予定より遅れ3月20日にマジュロに到着した。3月21日から4月27日まで「コレヒドール」はマーシャル諸島のウォッジェ環礁およびマロエラップ環礁近海で対潜哨戒を行い、その後エニウェトク環礁近海でも同任務に従事した。5月4日に真珠湾に帰還した「コレヒドール」は、ハワイで訓練艦としての任務に就く。その後は終戦まで空母パイロットの認証を行った。10月2日から1946年1月10日まで、空母パイロットの訓練任務と帰還兵の輸送任務を交互に行い、真珠湾とサンディエゴの間を三往復した。1月18日にサンディエゴを出航しバージニア州ノーフォークに向かう。2月4日にノーフォークに到着し、同地で7月30日に退役した。
1950年夏に朝鮮戦争が勃発した後の1951年5月19日、「コレヒドール」は再就役して海上輸送司令部の任務に配属。相互防衛援助計画の下、兵員、航空機、航空貨物をNATO加盟国に運搬した。加えて1952年から54年までパナマ運河を通過して兵員と貨物を朝鮮半島の国連軍に5回送り届けた。1955年6月12日、CVU-58（雑役空母）に艦種変更される。1958年の夏にレバノン危機が発生時、イタリアのブリンディジにあった「コレヒドール」は直ちに第24歩兵連隊の偵察機2機および上陸支援のヘリコプター10機を搭載してレバノンに向かった。アメリカに帰国すると9月4日に退役し、1959年4月28日にスクラップとして売却された。
「コレヒドール」は第二次世界大戦の戦功での4つの従軍星章を受章した。